# Title Fight
Title Fight est un un groupe américain de rock alternatif, originaire de Kingston, en Pennsylvanie, actif entre 2003 et 2018.

## Histoire

### Débuts
En 2005, le groupe ajoute Shane Moran à la seconde guitare et enregistre deux démos en 2005 et 2006, au cours desquelles ils donnent des concerts dans ce qu'ils appellent une « petite communauté soudée » autour de Kingston, en Pennsylvanie, dont plusieurs concerts au YMCA Teen Center de Doylestown, en Pennsylvanie.
Ils enregistrent un split avec les Erection Kids en 2007 sur FlightPlan Records. Les membres d'Erection Kids forment ensuite Balance and Composure. Le groupe suit rapidement leur première sortie avec le vinyle Kingston (également sur FlightPlan Records) en février 2008. Title Fight joue avec Fireworks lors de leur tournée avec Set Your Goals durant l'été 2007, ce qui leur permet d'être découverts par Jeff Casazza, le propriétaire de Run for Cover Records ; le 16 octobre 2008, il est annoncé que le groupe avait signé avec le label. Le groupe enregistre un vinyle, The Last Thing You Forget, en décembre 2008 au Getaway Group dans le Massachusetts, avec Jay Maas. Il sort en juin 2009 sur le label Run for Cover Records et contient trois nouveaux morceaux, tandis que la version CD de l'album contient toutes les sorties du groupe. La pochette de l'album est réalisée par John Slaby, un ami de Wilkes-Barre. Plus tard en juin, le groupe part en tournée avec Crime in Stereo et Fireworks, suivi d'une tournée américaine avec New Found Glory. L'EP Kingston est également réédité sur Six Feet Under Records avec Dave Sausage afin de le remettre au goût du jour. Au cours de ces années, Title Fight modifie son son pour adopter un style punk hardcore plus mélodique, avec des influences telles que Jawbreaker, Seaweed, Lifetime, Knapsack, et The Promise Ring.

### Shed
Le 19 janvier 2011, Title Fight signe chez SideOneDummy Records et annonce qu'il avait terminé l'enregistrement de son premier album, Shed, qui est produit par Walter Schreifels (Gorilla Biscuits, Quicksand et Rival Schools) et réalisé par Will Yip au Studio 4 à Conshohocken, en Pennsylvanie. Le groupe entame également sa première tournée en tête d'affiche en 2011 avec les Menzingers, Touché Amoré, Dead End Path, et Shook Ones.
Le groupe sort son nouvel album, Shed, le 3 mai 2011. En plus de la pochette de l'album Shed, le single principal de l'album, 27, est publié gratuitement le 10 février.

### Dernières sorties et pause
Title Fight arrête de tourner en 2016, ne jouant que quelques concerts sélectionnés cette année-là et en 2017. Alors qu'il était en tête d'affiche du Outbreak Festival au Royaume-Uni le 29 avril 2017 - dans ce qui allait être l'avant-dernier concert du groupe avant de devenir inactif - le chanteur Ned Russin déclare : « Si c'est ça, ça a été un voyage sauvage et magnifique. Merci beaucoup. Nous sommes Title Fight. On se voit de l'autre côté ».
Le dernier concert du groupe est un concert de bienfaisance pour leur ami Aaron Warman, organisé le 26 janvier 2018 au Revolution Bar and Music Hall à Amityville, New York, avec Turnstile en première partie,. 
Pendant la pause, les réseaux sociaux de Title Fight publient occasionnellement des mises à jour avec des informations concernant les produits dérivés et les autres projets des membres. En septembre 2023, le groupe annonce que certains membres avaient créé un label, Purple Circle, pour rééditer Kingston. Ned Russin déclare également à propos de l'inactivité de Title Fight : « nous n'avons jamais dit « pause », nous n'avons jamais dit « rupture », ... « la grande rupture » est juste quelque chose dont je ne veux pas faire partie, mais c'est aussi quelque chose qui n'existe plus vraiment. Il y a une chance que n'importe quel groupe joue à nouveau, quoi qu'il arrive ».

## Discographie

### Albums studio
- 2011 : Shed
- 2012 : Floral Green
- 2015 : Hyperview

### EP
- 2005 : Light Up the Eyes
- 2008 : Kingston
- 2009 : The Last Thing You Forget
- 2011 : Flood of '72

### Splits
- 2007 : Title Fight/The Erection Kids